# ملاح (محله)

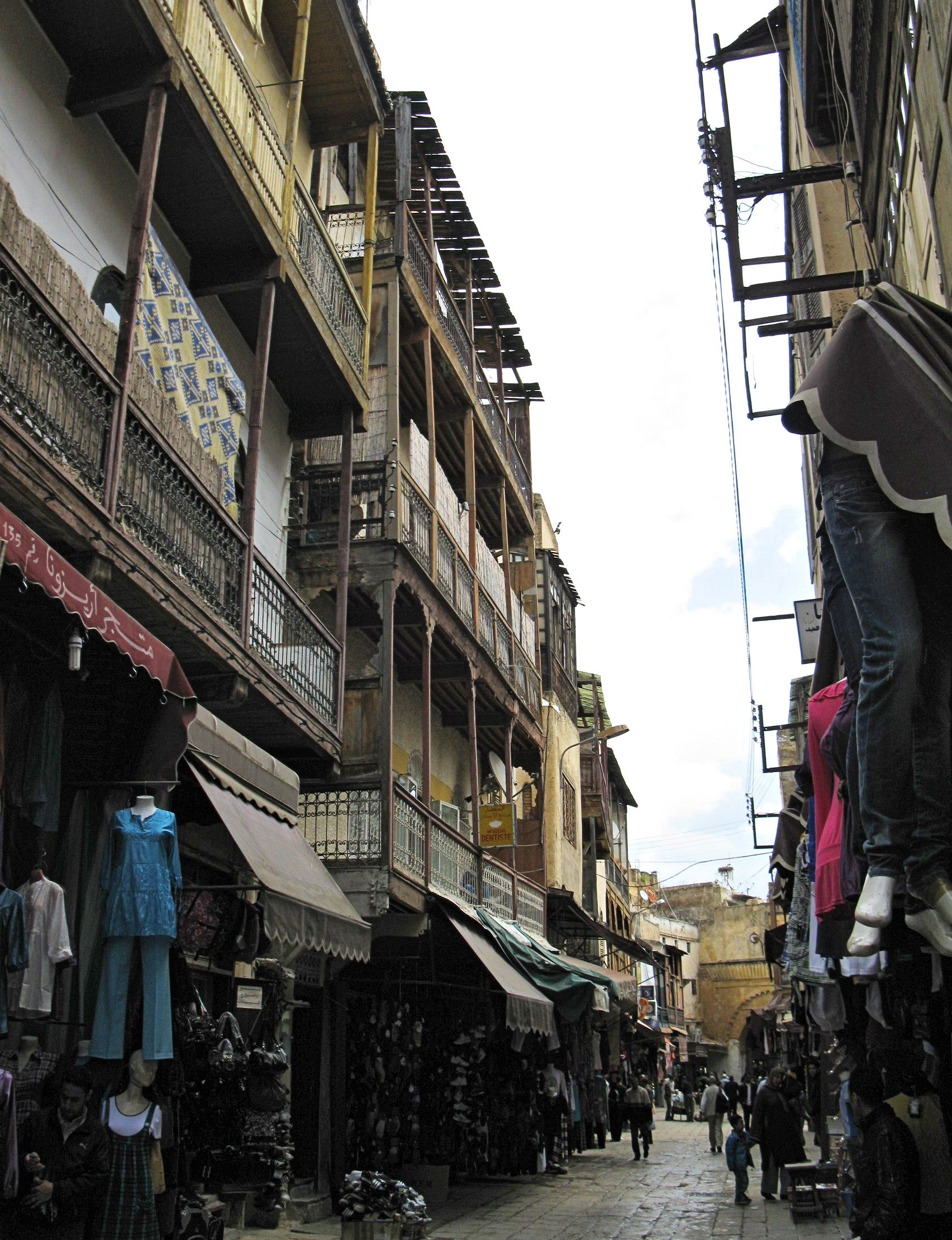
خیابان مرکزی ملاح فاس، که نشان‌دهنده معماری خاص خانه‌های پیشین یهودیان است

ملاح (عبری: מלאח‎) (عربی: ملاح) به یک بخش یا محله یهودی در یک شهر در مراکش گفته می‌شود. از دوران سده ۱۵ام به خصوص در آغاز سده ۱۹ام، جوامع یهودی در مراکش مجبور به زندگی در مناطق ملاح در بسیاری از شهرهای مراکش بودند. نام ملاح از نام نخستین محله یهودیان مراکش در شهر فاس در سده ۱۵ام آمده‌است. این اصطلاح معمولاً با گتوهای اروپایی اشتباه گرفته می‌شود.